# 虎夫耶
虎夫耶（阿拉伯语：‎，羅馬化：ẖufīyah，亦转写做khufiyah、khufiyat等），也称虎非耶、“低念派”，是中国伊斯兰教苏菲主义四大门宦之一，奠基人是馬來遲。虎夫耶，阿拉伯语意为暗藏、隐藏、低念。该派主张寻道者低声默念赞圣词、赞主词从而更接近真主，因而得名。与较晚传入的哲合忍耶（高念派）相对，虎夫耶派作为苏菲派传入中国后最早形成的门宦，曾被称为“老教”。虎夫耶与納克什班迪教團白山派有着密不可分的联系，自清朝康熙年间至今已产生约20个支系。